# Xavier Enigma i el museu secret
Xavier Enigma i el Museu secret (Xavier Riddle and the Secret Museum en la versió original) és una sèrie de dibuixos animats creada per Brad Meltzer per la televisió estatunidenca. La sèrie implica Xavier Enigma (Xavier Riddle en la versió original) amb la seva germana Yadina i el seu amic Brad. Van al Museu Secret per viatjar en el temps i ajudar herois històrics.
Es va estrenar el 5 d'abril del 2021 al Canal Super3, reemetent-se posteriorment al canal SX3.
Té una pel·lícula anomenada Xavier Enigma i la pel·lícula secreta. Soc la senyora presidenta.

## Repartiment
Versió original
- Aidan Vissers: Xavier Enigma
- Zoe Hatz: Yadina Enigma
- Wyatt White: Brad Scott

Patrocinadors
- ABCmouse.com Early Learning Academy (des del 2019).
- Kiddie Academy Educational Child Care (des del 2019).
- "PBS Viewers Like You" (des del 2019).